# オディロン・ルドン
オディロン・ルドン（Odilon Redon、1840年4月20日（4月22日とも） - 1916年7月6日）は、19世紀後期から20世紀初期にかけて活動したフランスの画家である。本名はベルトラン＝ジャン・ルドン（Bertrand-Jean Redon）。ボルドーで生まれ、同地及び近郊の町で育つ。

## 生涯
オディロンは、1840年4月20日、南フランスの大都市ボルドーで生まれた。ファーストネームの第一構成名「ベルトラン」は父ベルトラン（Bertrand Redon）のファーストネームを引き継ぐ形で命名された。しかし、もっぱら用いられたのは、母マリーの通称「オディーユ（Odile）」に由来する愛称「オディロン（Odilon）」で、自他ともに終生この名を用いた。裕福な家庭であったが、生後2日目にしてボルドー近郊の町ペイル＝ルバード（Peyre-Lebade、シャトー・ペイル＝ルバード）へ里子に出され、11歳までの少年期を寂しい田舎の地で親元を離れて過ごしたとされる。病弱で内向的な性格であったとされ、子供の頃より絵を描き始めるが、父親の意向もあって、建築家となるべくエコール・デ・ボザールの試験を受ける。しかし合格することは叶わず、建築の道は諦めざるを得なかった。なお、弟のガストンは長じて建築家となり、世に作品を残している。
20歳の頃、植物学者のアルマン・クラヴォー（Armand Clavaud、1828-90年）と知り合い、顕微鏡下の世界に魅せられるようになる。のちにルドンが制作した版画には、植物学の影響が見られる。版画集『夢の中で』はクラヴォーに捧げたものであった。
1864年、パリに出てジャン＝レオン・ジェロームに入門するも数か月でやめ、ボルドーに戻って放浪のボヘミアン画家として知られた版画家ロドルフ・ブレスダンの指導を受ける。また、1878年頃にはアンリ・ファンタン＝ラトゥールから石版画（リトグラフ）の指導を受けている。
1870年、普仏戦争に従軍。1872年からパリに定住する。1879年、初の石版画集『夢の中で』を刊行した。
1880年、若いクレオールの女性カミーユ・ファルテ（Camille Falte）と結婚。1882年には、新聞社のル・ゴーロワで木炭画と版画による個展を開催している。また、ユイスマンスらに注目されている。エドガー・アラン・ポーの作品を意識した2番目の石版画集『エドガー･ポーに』を刊行したのも、この年であった。
1886年には待望の長男ジャンが生まれるも、僅か生後半年で夭折、落胆したオディロンの画風は以前にも増して鬱々としたものになっていった。しかし、3年後の1889年に次男アリが生まれたことで気を持ち直し、人生模様は一変する。画業についても1890年頃から作風が大きく変化し、豊かな色彩を用いるものになった。
1904年、65歳の時にレジオンドヌール勲章を受賞した。1913年には、米国のアーモリーショー（米国におけるヨーロッパ現代美術紹介の展示で、マルセル・デュシャンも出品していた）で1室を与えられ、展示した。
1916年、第一次世界大戦が激化する中、兵士として招集されていたアリが消息不明になってしまい、ルドンは高齢の身をおして各地を探し回ったが、無理が祟って風邪を拗らせ、パリの自宅で死去した。なお、アリはその後生存が確認され、1972年に83歳で死去した。

## 題材と作風
オディロン・ルドンは印象派の画家たちと同世代であるが、その作風やテーマは大きく異なっている。光の効果を追求し、都会生活のひとこまやフランスのありふれた風景を主な画題とした印象派の画家たちに対し、ルドンはもっぱら幻想の世界を描き続けた。象徴派の文学者らと交友をもち、象徴主義に分類されることもあるが、19世紀後半から20世紀初頭にかけてという、西洋絵画の歴史のもっとも大きな転換点にあって、独自の道を歩んだ孤高の画家というのがふさわしい。
初の石版画集『夢の中で』の頃から当時の生理学や科学が投げかけていた疑問・問題意識である不確かな夢や無意識の世界に踏み込んだ作品を多く発表した。それらは断頭や目玉など、モノクロの版画であることもあって絶望感もある作品群であるが、人間の顔を具えた植物のようなものや動物のような顔で笑う蜘蛛など、どこか愛嬌のある作品も描いた。
鮮やかな色彩を用いるようになったのは50歳を過ぎてからのことで、油彩、水彩、パステルのいずれも色彩表現に優れているが、なかでも花瓶に挿した花を非常に鮮烈な色彩で描いた一連のパステル画が知られる。
日本国内では岐阜県美術館がルドン作品を数多く所蔵している。

## 代表作
- 眼＝気球(1878) ニューヨーク近代美術館蔵
- 自画像（1880）オルセー美術館蔵
- 蜘蛛（1887）岐阜県美術館蔵
- 閉じた眼（1890）オルセー美術館蔵
- シタ（1893）シカゴ美術館蔵

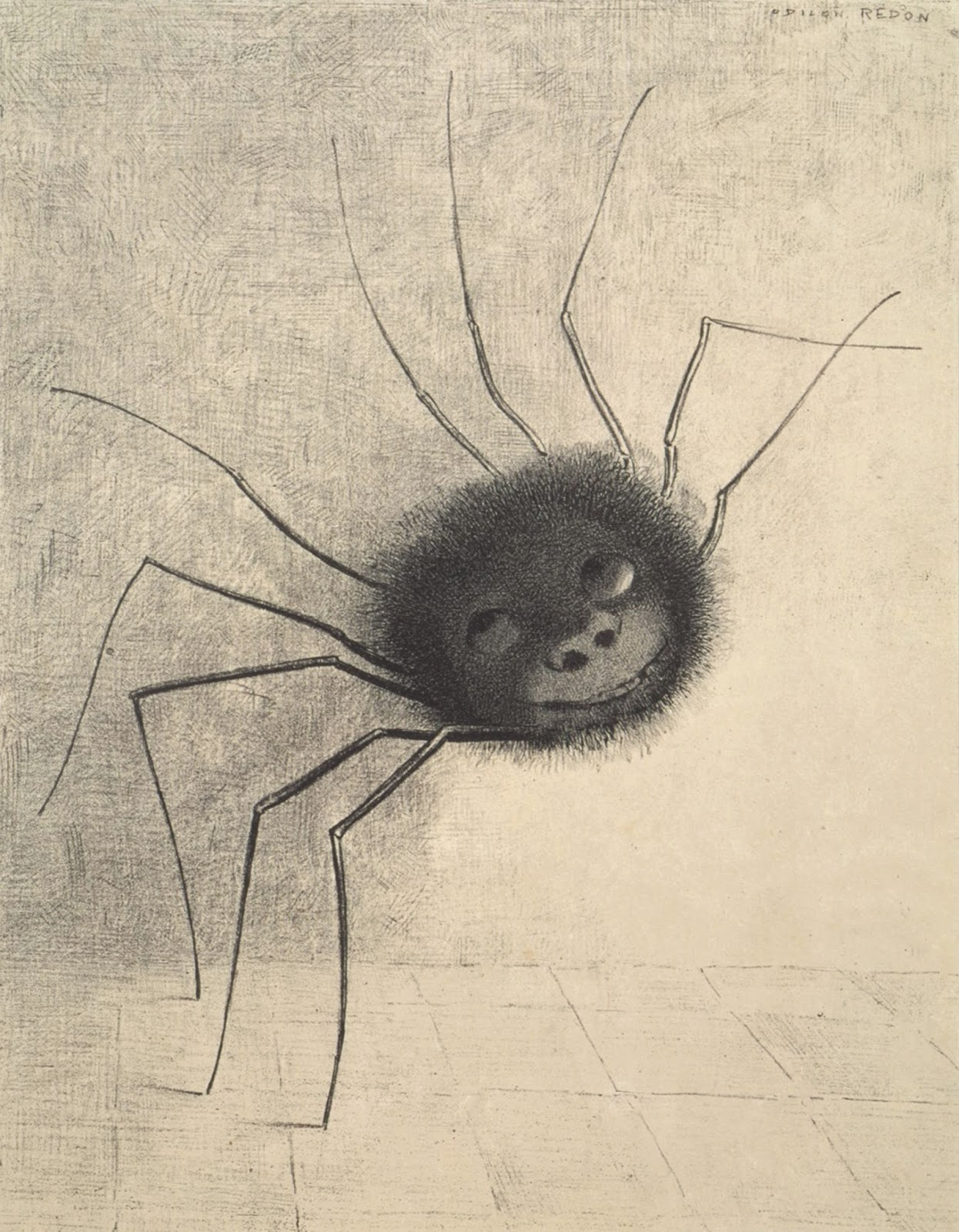

- キュクロプス（1898-1900頃）クレラー・ミュラー美術館（オッテルロー）蔵
- 丸い光の中の子供（1900頃）新潟市美術館蔵
- オフィーリア（1901-02頃）岐阜県美術館蔵
- 仏陀（1904）オルセー美術館蔵
- オルフェウスの死（1905-10頃）岐阜県美術館蔵
- ペガサスに乗るミューズ（1907－10頃）群馬県立近代美術館
- トルコ石色の花瓶の花（1911頃）個人蔵

### 版画集
- 黙示録（1899年）

## 作品

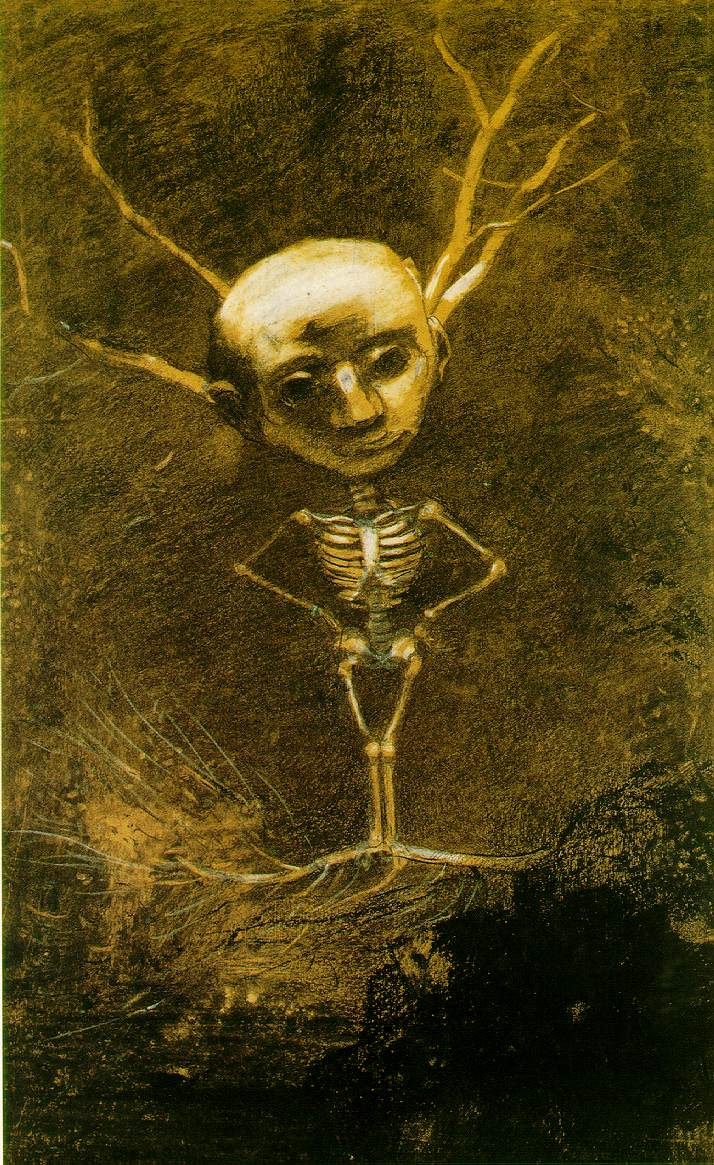
『森の精神』1880年
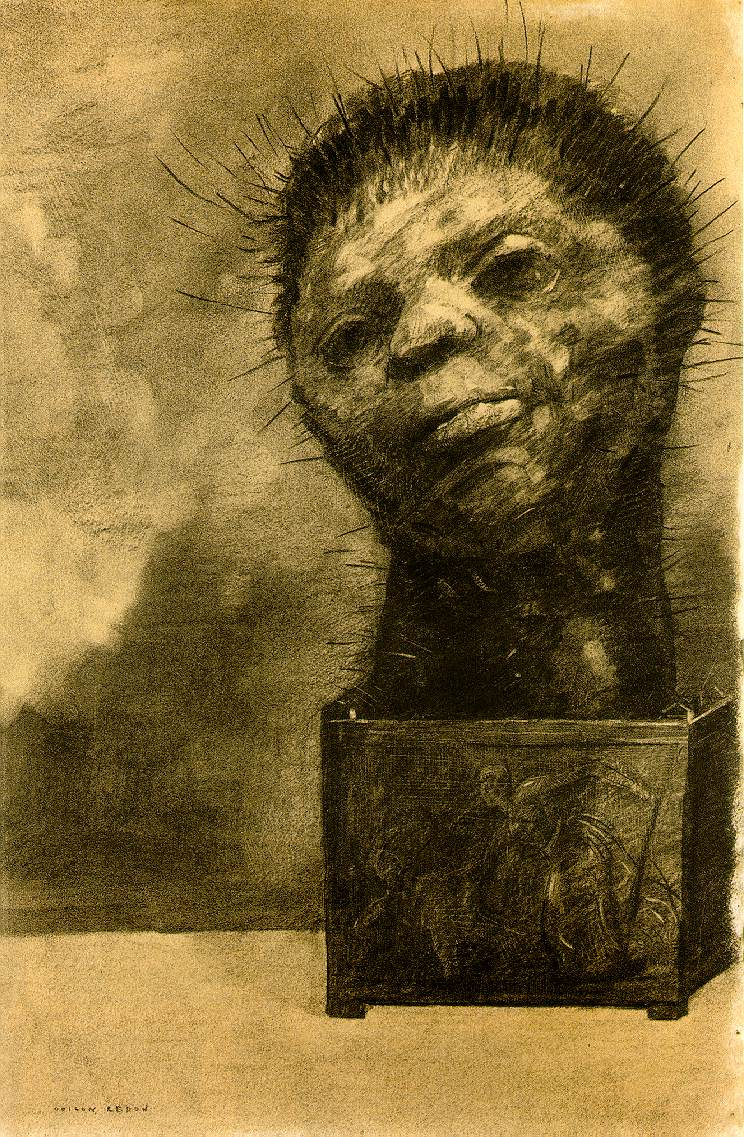
『サボテン男』1881年
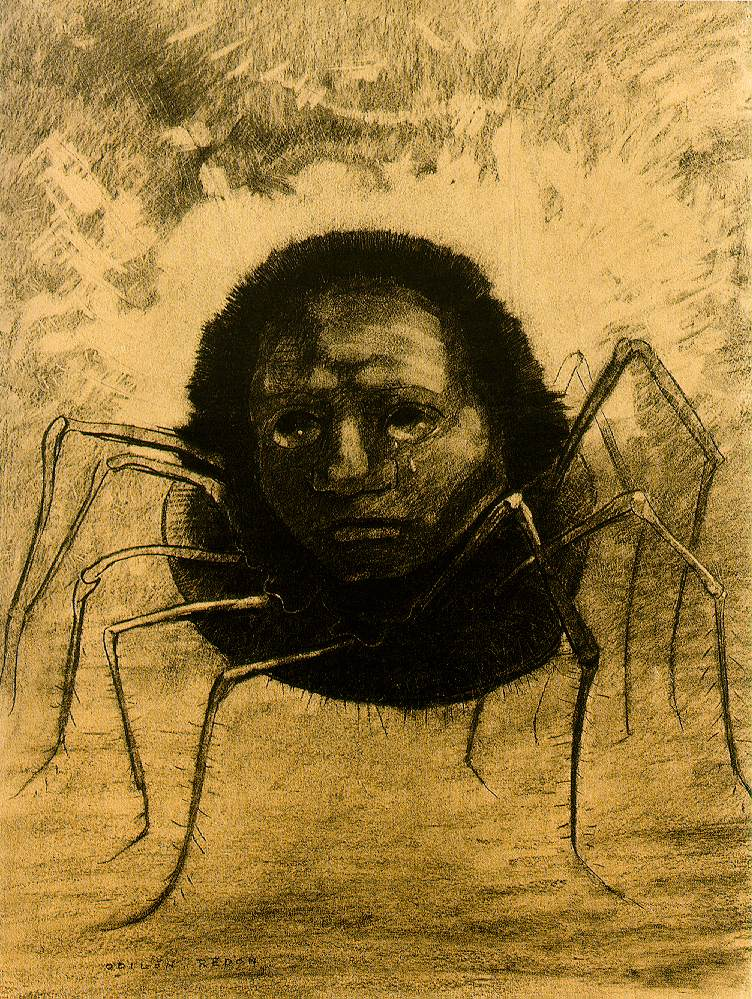
『泣く蜘蛛』1881年
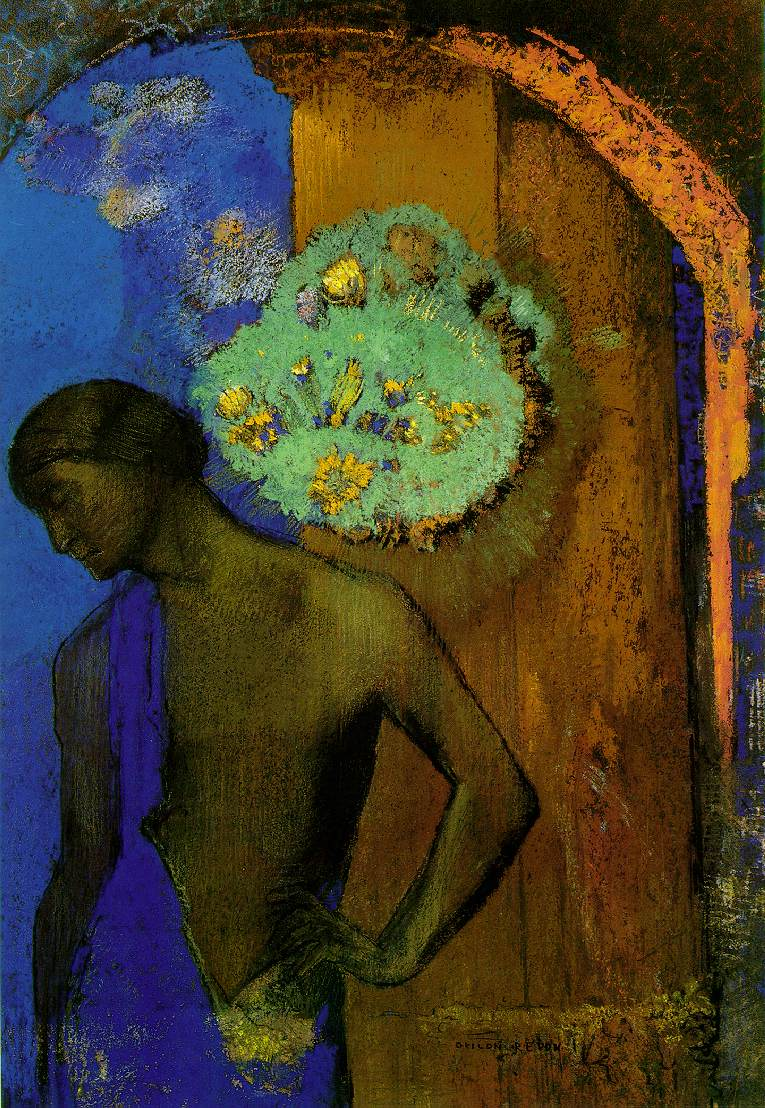
『聖ヨハネ』1892年
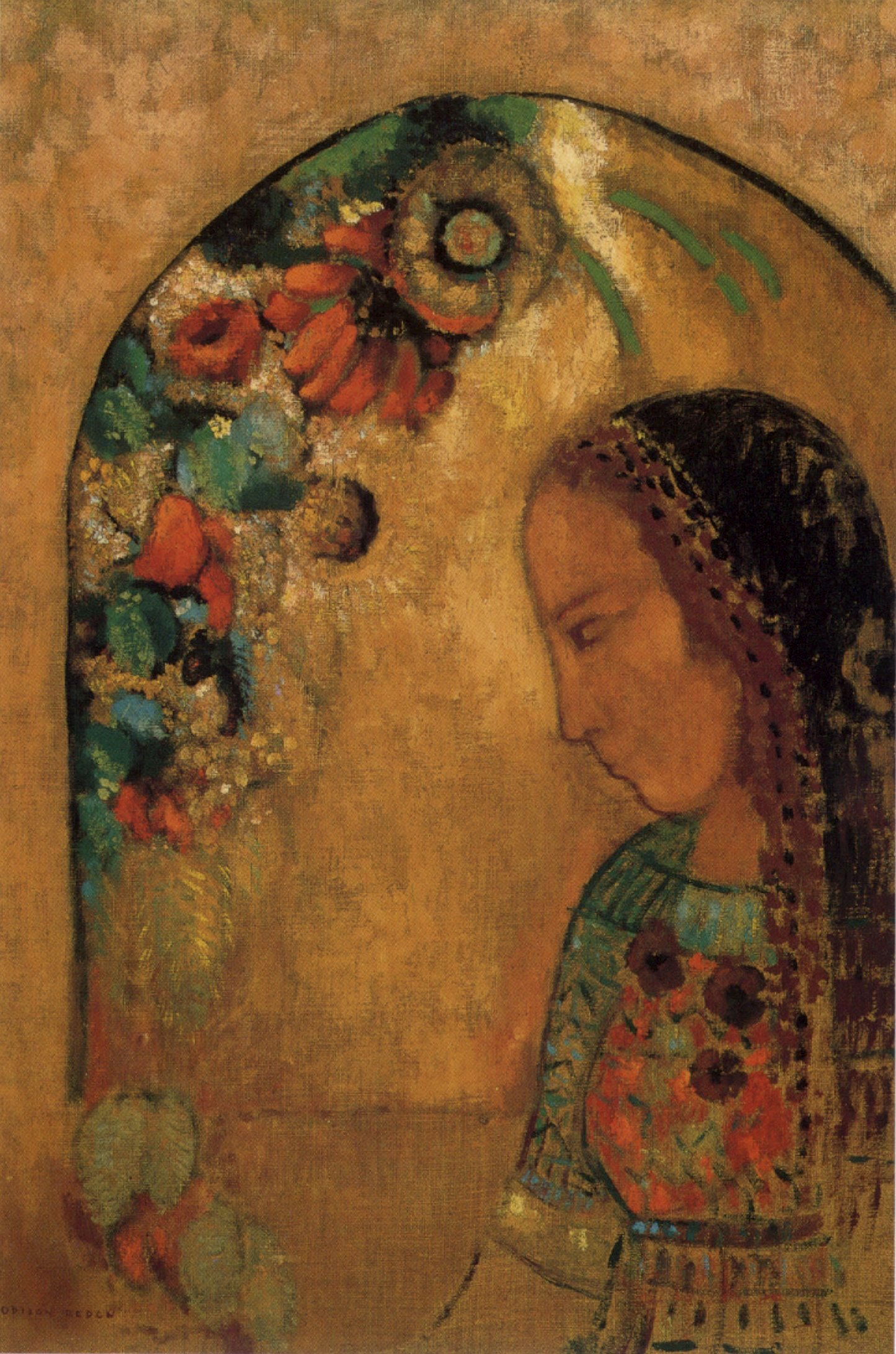
『花と女性』 1890-95年頃
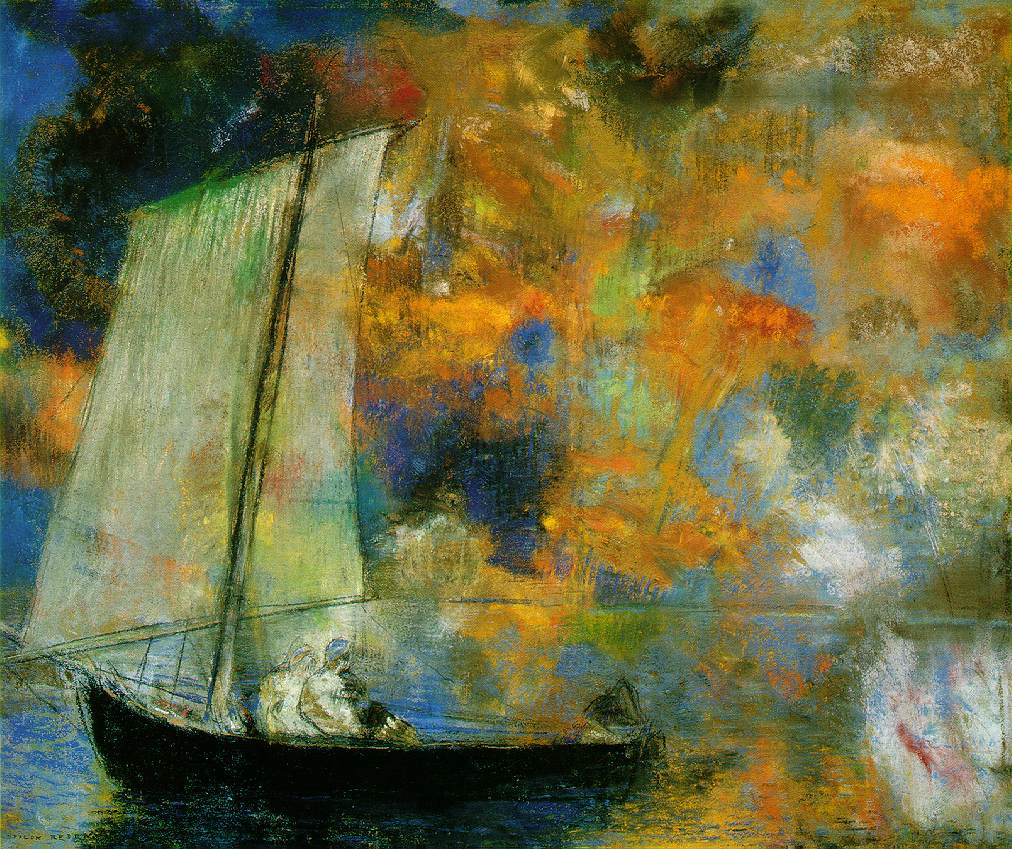
『花雲』1903年
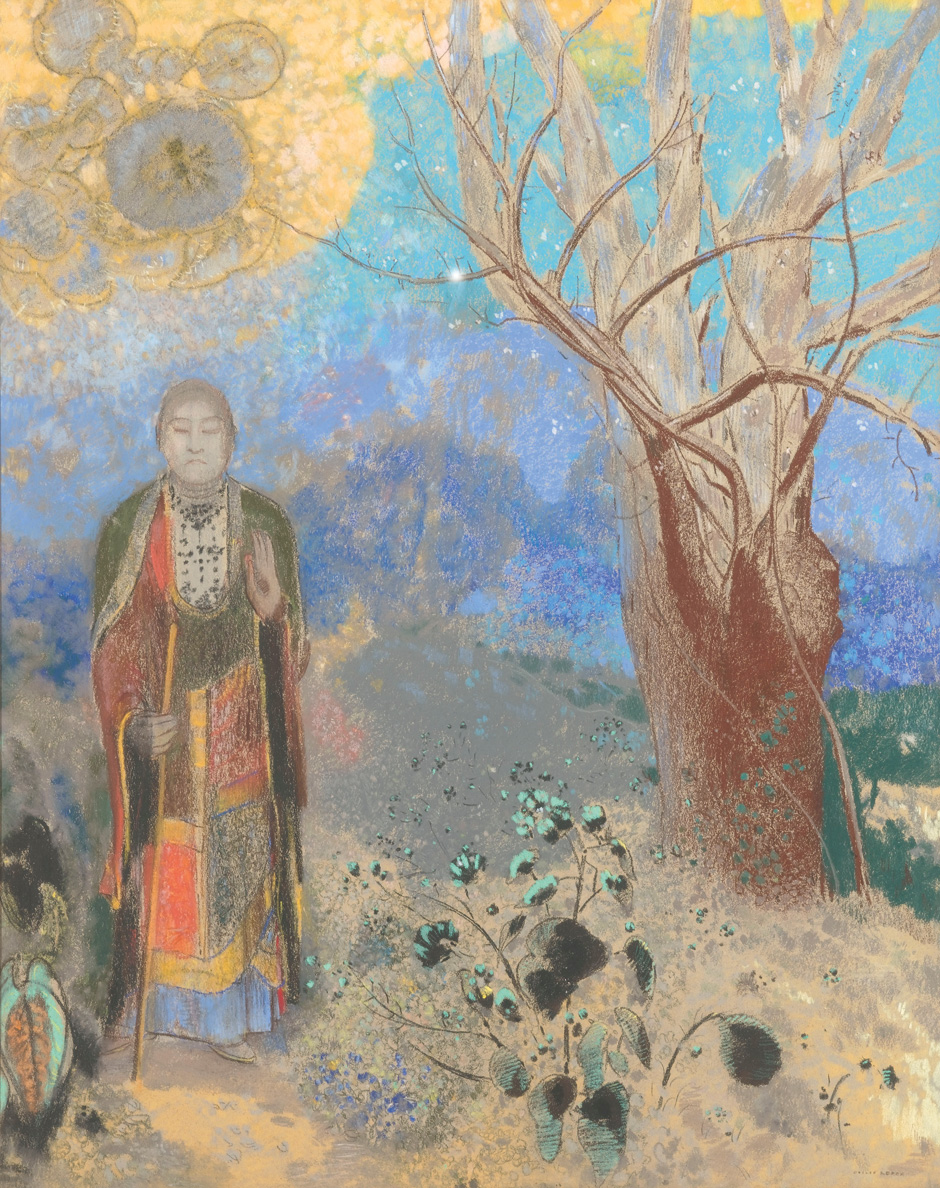
『仏陀』1904年
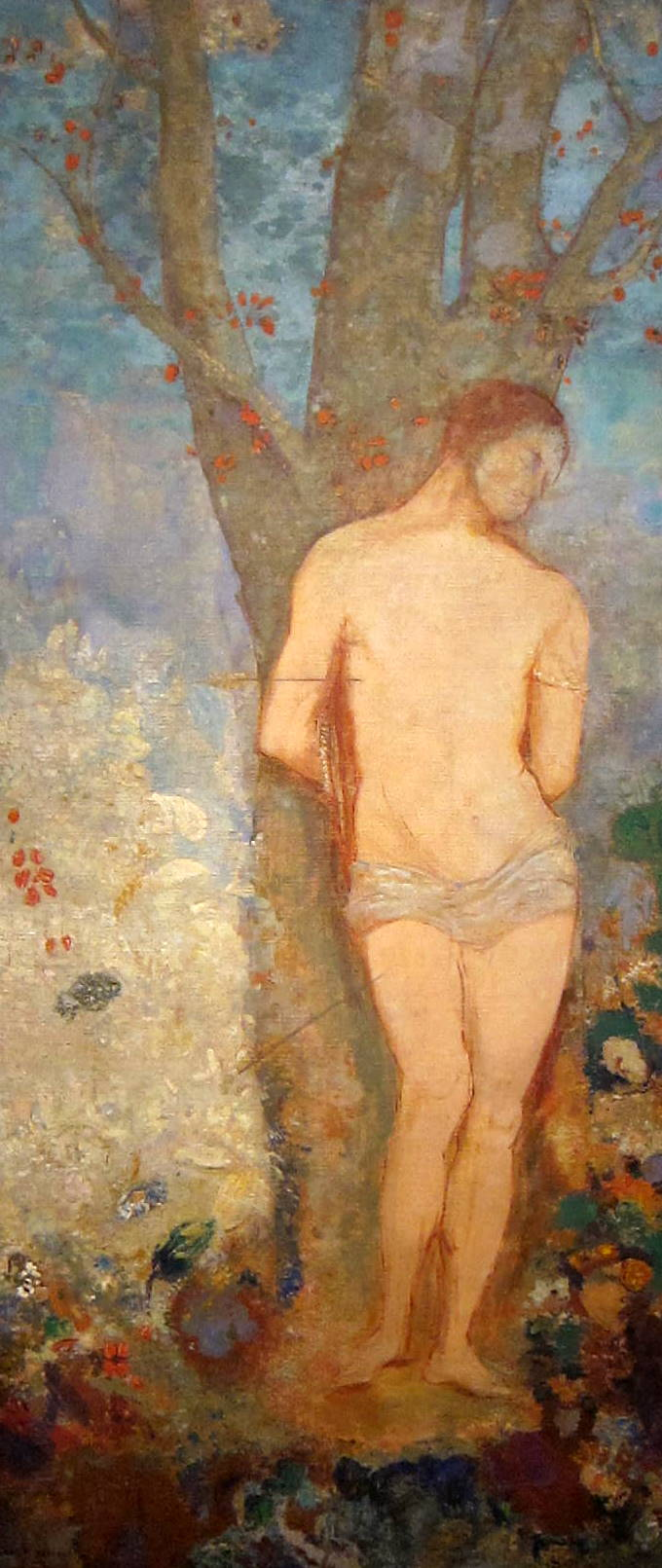
『聖セバスチャン』1910-1912
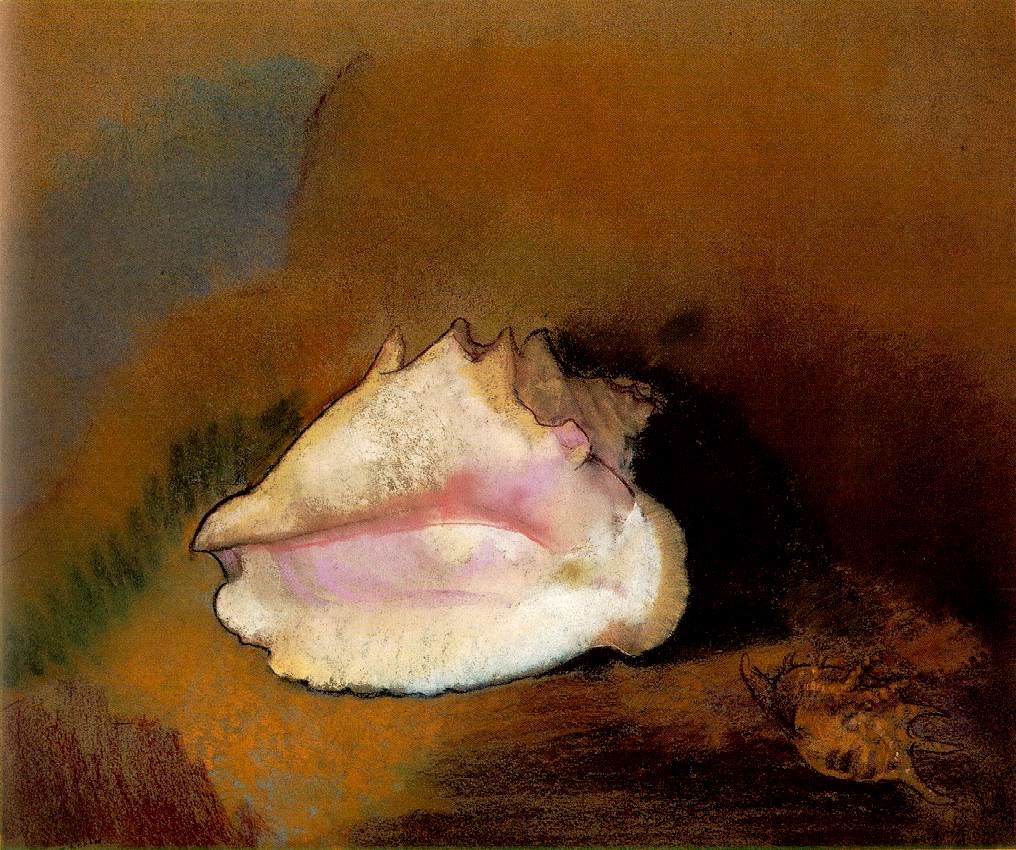
『コキール』1912年
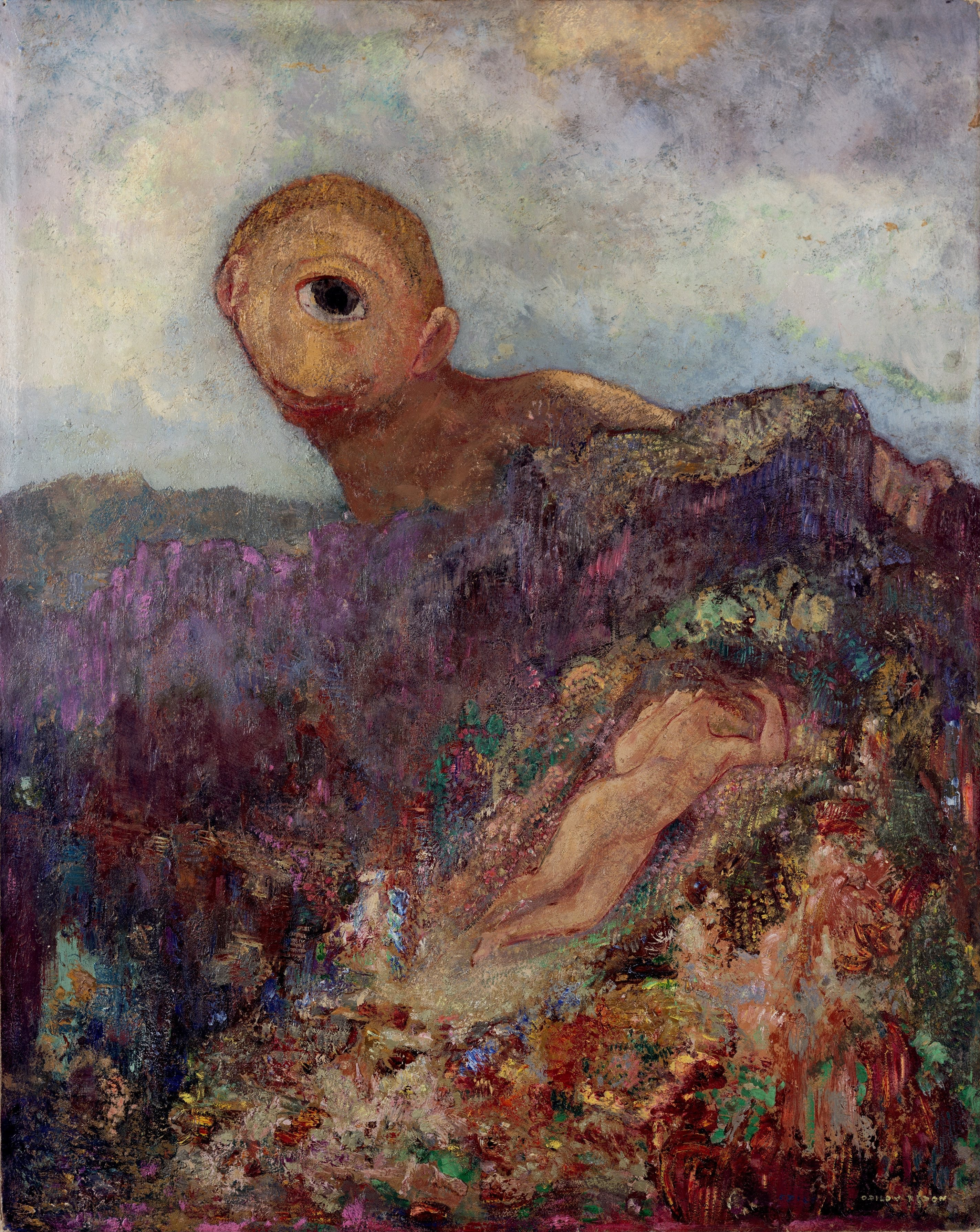
『キュクロプス』1914年
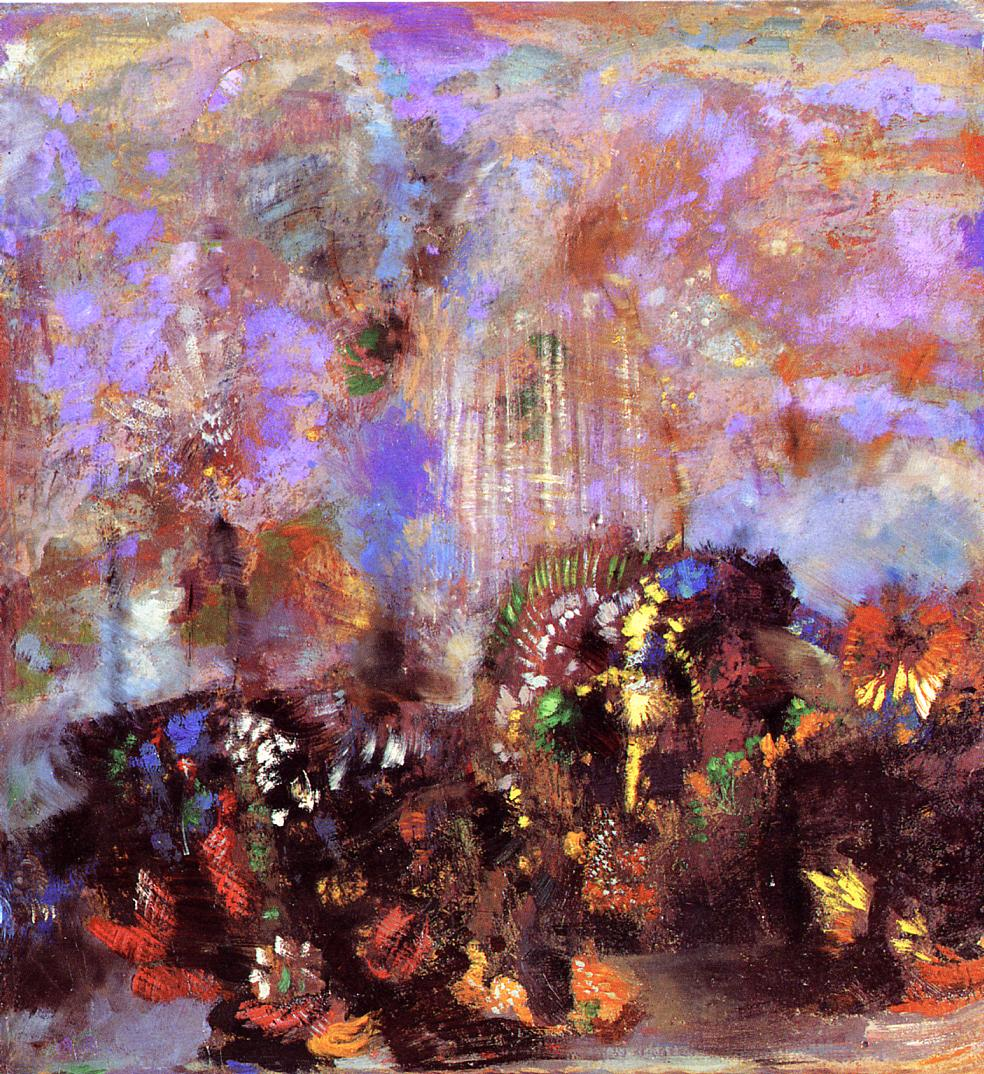
『成分：花』
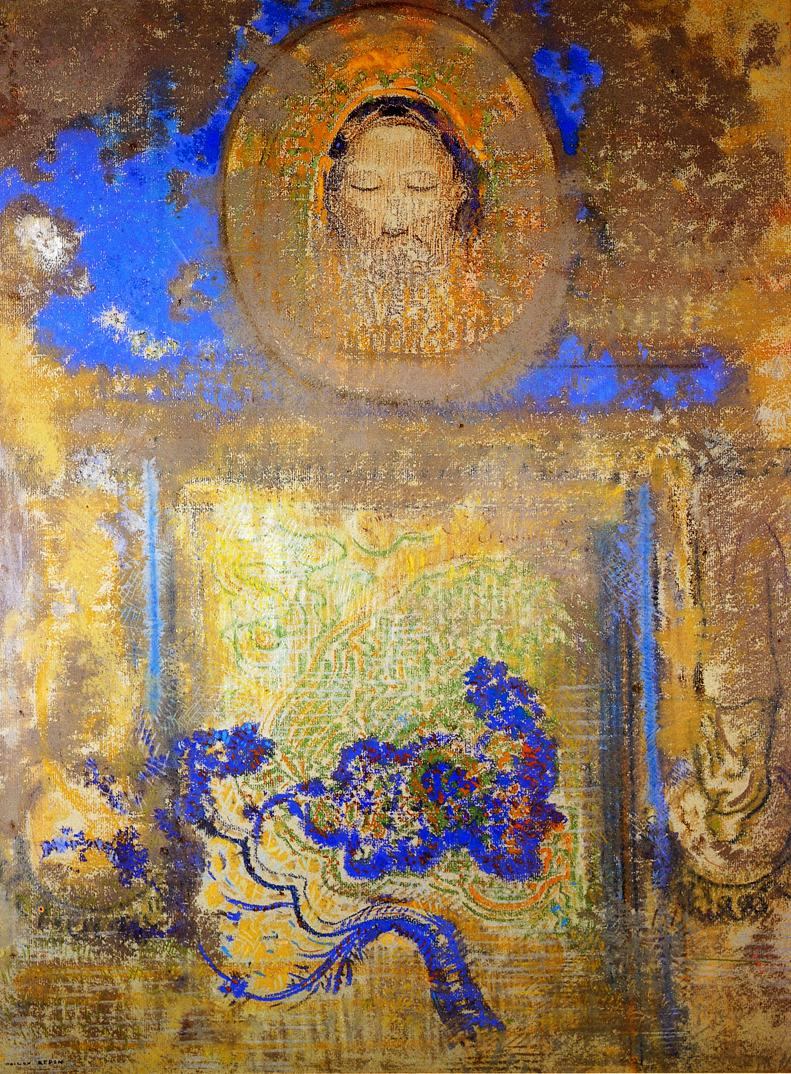
『喚起』
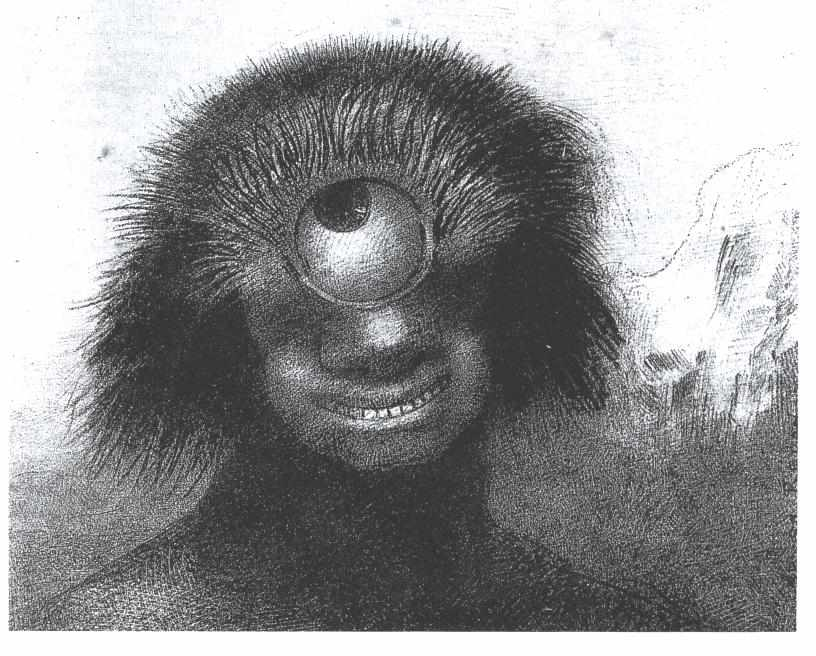
『「起源」 Ⅲ. 不恰好なポリープは薄笑いを浮かべた醜い一つ目巨人のように岸辺を漂っていた』 1883年

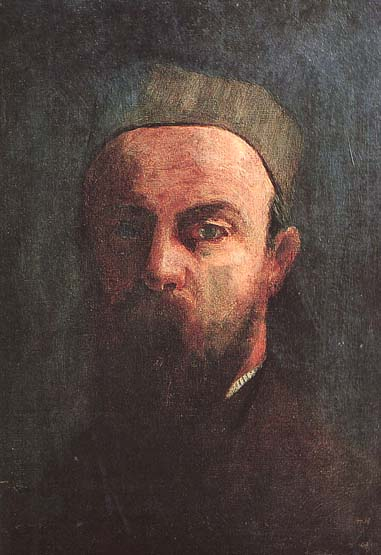
自画像（1880）オルセー美術館所蔵
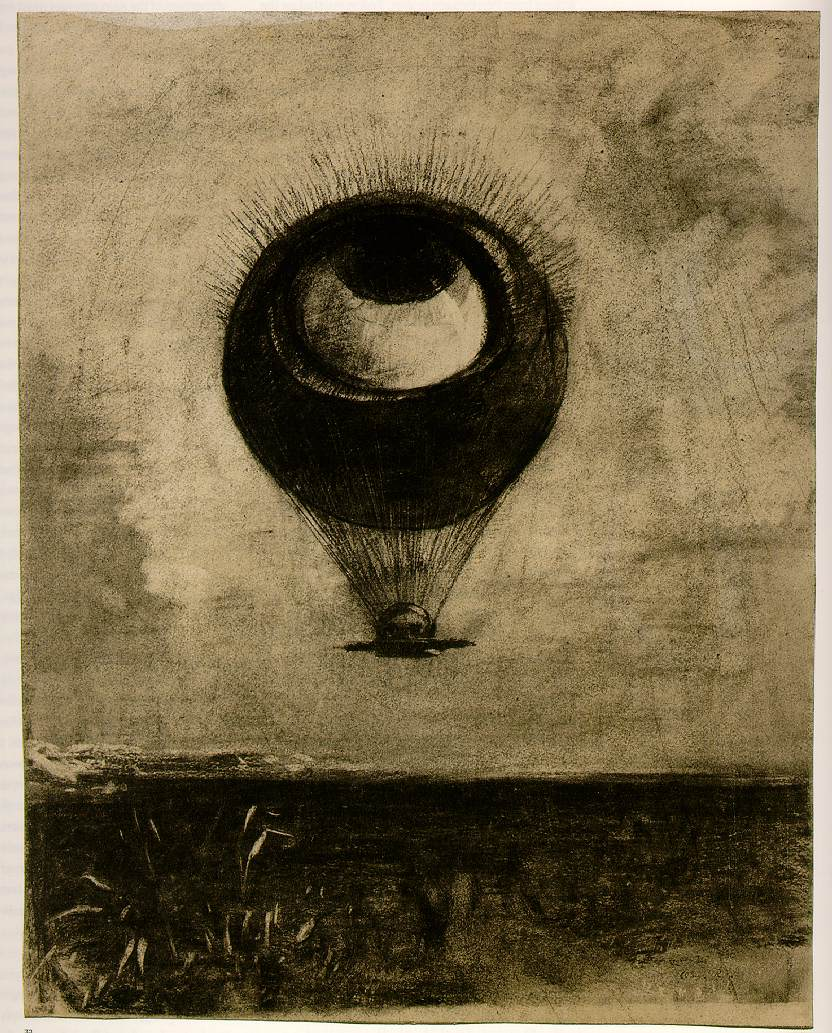
眼＝気球（1878）ニューヨーク近代美術館蔵
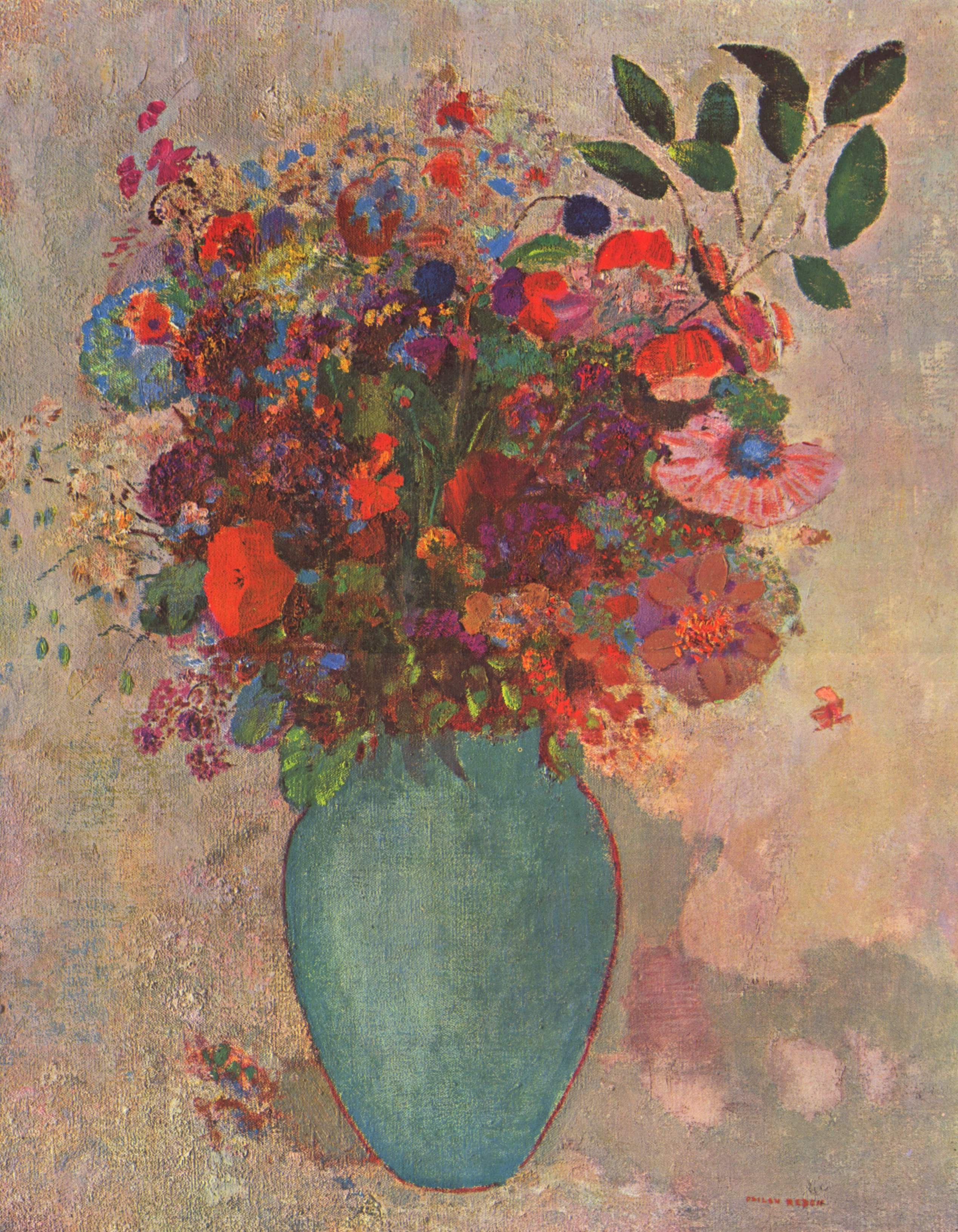
トルコ石色の花瓶の花（1911頃）個人蔵
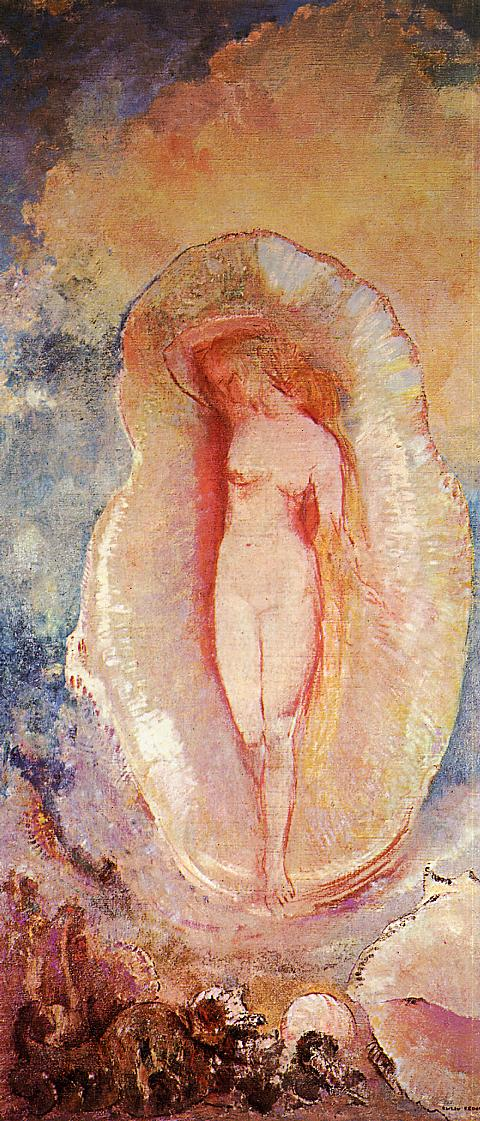
ビーナスの誕生（1912）
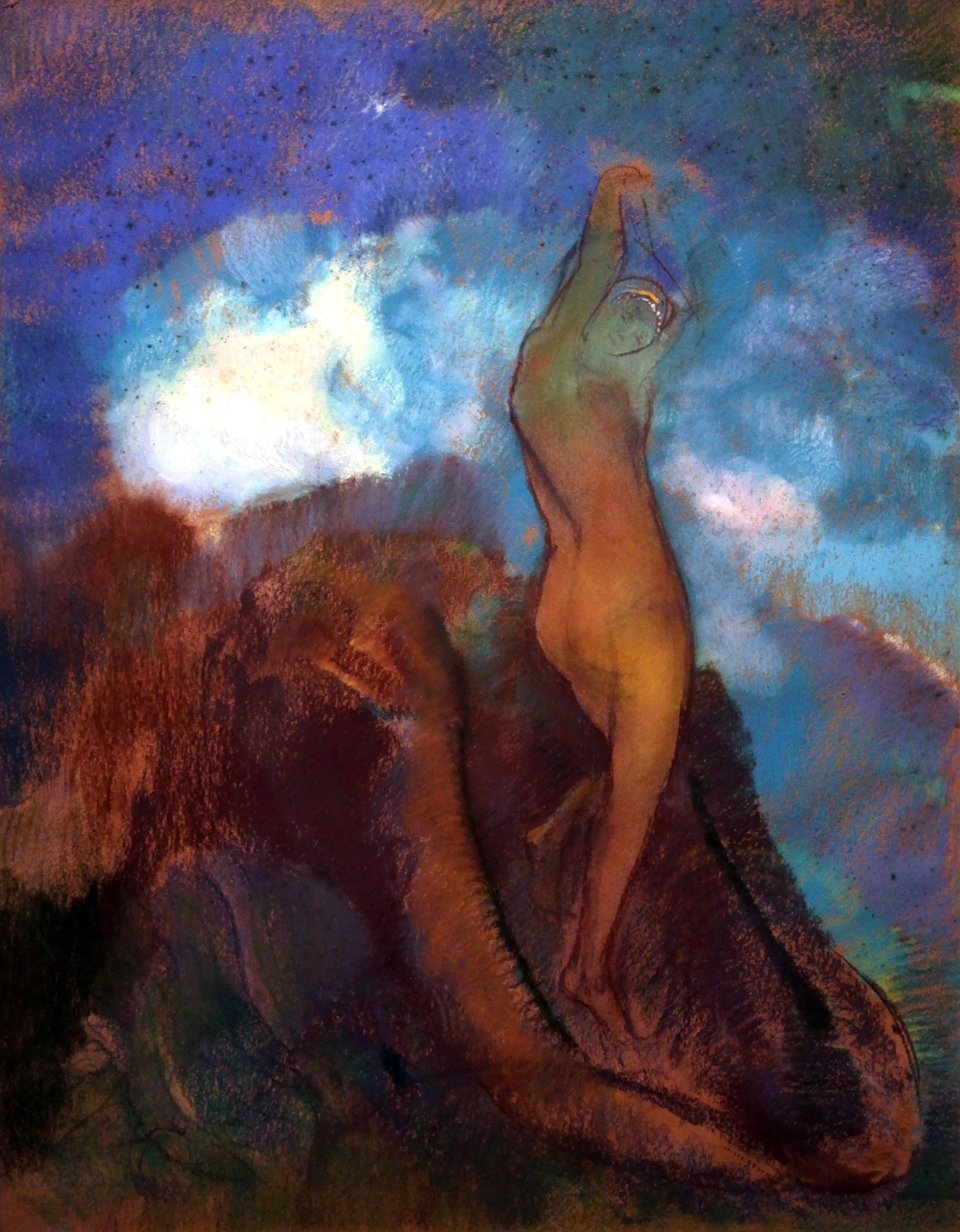
ビーナスの誕生（1912）

## 関連文献
自著
- 『ルドン 私自身に』 池辺一郎訳、みすず書房、1983年。新版2024年ほか。ISBN 978-4622097174
- 『オディロン・ルドン―自作を語る画文集・夢のなかで』 藤田尊潮訳編、八坂書房、2008年 ISBN 978-4896949087

単行本
- 粟津則雄 『オディロン・ルドン 神秘と象徴』 美術出版社、1984年 ISBN 978-4-5682-0109-3
- 『オディロン・ルドン　パステル画』ロズリーヌ・バクー解説、本江邦夫訳、美術出版社、1988年
- 本江邦夫 『オディロン・ルドン 光を孕む種子』 みすず書房、2003年 ISBN 978-4-6220-7035-1
- ダリオ・ガンボーニ『「画家」の誕生　ルドンと文学』廣田治子訳、藤原書店、2012年

入門書・図録
- 粟津則雄解説 『ルドン 新潮美術文庫36』 新潮社、1975年 ISBN 978-4-1060-1436-9
- 河村錠一郎 『世紀末美術の楽しみ方』 新潮社〈とんぼの本〉、1998年、ISBN 4-10-602074-2
- 『ルドンの黒 眼をとじると見えてくる異形の友人たち』展図録、Bunkamura、2007
- 『もっと知りたいルドン 生涯と作品』 山本敦子解説、高橋明也監修、東京美術〈アート・ビギナーズ・コレクション〉、2011年 ISBN 978-4-8087-0937-2